# 公権
公権（こうけん）とは、私権に対し公法関係における権利で公義務に対応する。「職権（しょっけん）」ともいう。
公権に関する紛争の裁判的解決については、行政事件訴訟法の定める手続による。
公務員が職権を濫用した場合、公務員職権濫用罪に問われる。

## 種類
- 国家的公権　国家・公共団体が行政主体として私人に対してもつ権利。
刑罰権・財政権・警察権・統治権・課税権等
- 個人的公権　私人が国家・公共団体に対してもつ権利。
  - 参政権
  - 受益権（国務請求権） - 請願権、裁判を受ける権利など
  - 自由権 - 身体の自由、精神の自由、経済活動の自由